# Aéroport de West Kutai Melalan
L'aéroport de West Kutai Melalan (en indonésien : Bandar Udara Melalan Kutai Barat) (code IATA : GHS • code OACI : WALE) est un aéroport situé à 7 km à l'est de Sendawar (en) dans le district de Melak dans le kabupaten de Kutai occidental en Indonésie.

## Installations
L'aéroport se trouve à une altitude de 183 mètres au-dessus du niveau moyen de la mer. Il dispose d'une piste désignée 03/21 qui mesure 900 par 30 mètres.

## Compagnies aériennes et destinations
| Compagnies | Destinations                     |
| ---------- | -------------------------------- |
| Susi Air   | Datah Dawai (en), Samarinda      |
| Wings Air  | Balikpapan-Sultan-A.-M.-Sulaiman |